# Tavel, Gard
Tavel este o comună în departamentul Gard din sudul Franței. În 2009 avea o populație de 1.746 de locuitori.

## Evoluția populației
| An        | 1975  | 1982  | 1990  | 1999  | 2006  | 2009  |
| --------- | ----- | ----- | ----- | ----- | ----- | ----- |
| Populație | 1.161 | 1.383 | 1.439 | 1.529 | 1.688 | 1.746 |